# Спатаро, Джузеппе
Джузеппе Спатаро (итал. Giuseppe Spataro; 12 июня 1897, Васто, провинция Кьети, Королевство Италия — 30 июня 1979, Рим, Италия) — итальянский государственный деятель, министр внутренних дел Италии (1960).

## Биография
После окончания школы поступил на юридический факультет Римского университета Ла Сапиенца и в период обучения там (1920—1922) являлся президентом Итальянской католической университетской федерации (Federazione universitaria cattolica italiana). После получения диплома работал юристом. В этот период начал политическую деятельность в Итальянской народной партии
и некоторое время занимал пост заместителя национального секретаря партии.
В годы фашистской диктатуры Бенито Муссолини он не оставил политику, в сентябре 1943 г. стал одним из членов-учредителей Комитет национального освобождения Италии. Кроме того был одним из основателей печатного органа христианских демократов, газеты Il Popolo.
В апреле 1945 г. он становится членом Национального совета, а с июня 1946 г. по конец апреля 1948 г. — членом Учредительного собрания Италии. Проработав непродолжительное время на должности заместителя министра канцелярии председателя Совета Министров, с 1946 по 1951 гг. занимал пост президента итальянской общественной телерадиокомпании RAI.
Одновременно с 1948 по 1963 гг. избирался членом Палаты депутатом итальянского парламента от Христианско-демократической партии; в 1949—1950 гг. являлся председателем партийной фракции.
Неоднократно входил в состав Совета Министров страны:
- 1950—1953 гг. — министр почт и телекоммуникаций,
- июль-август 1953 г. — министр общественных работ,
- 1958—1959 гг. — министр торгового флота,
- 1959—1960 гг. — министр почт и телекоммуникаций,
- март-июль 1960 г. — министр внутренних дел,
- 1960—1962 гг. — министр транспорта Италии.

В 1962—1963 гг. возглавлял комитета по транспорту Палаты депутатов итальянского парламента.
С 1963 по 1976 гг. являлся членом итальянского Сената. Входил в состав постоянных комиссий по вопросам общественных работ, транспорта, почт и телекоммуникаций и торгового флота; с мая 1963 г. по июль 1976 г. одновременно занимал пост заместителя председателя Сената. В последний период работы в верхней палате парламента входил в состав комитетов по общественным работам и коммуникаций, а также обороны и конституционных дел.
В течение многих лет возглавлял Институт социологии им. Луиджи Стурцо.